# Kistvaen

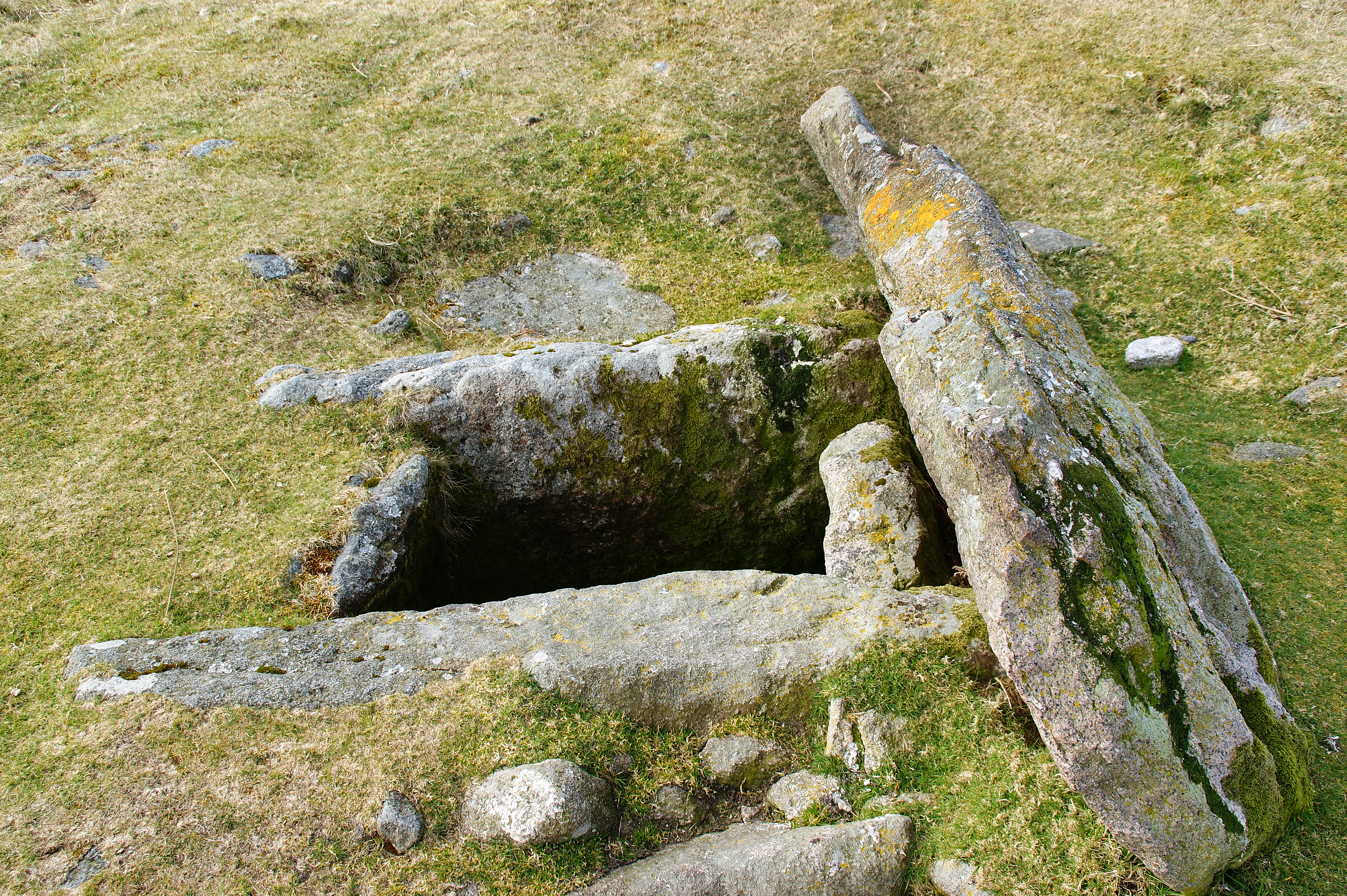
Una Kistvaen che mostra una pietra di copertura e una struttura a cista (Dartmoor presso Drizzlecombe)

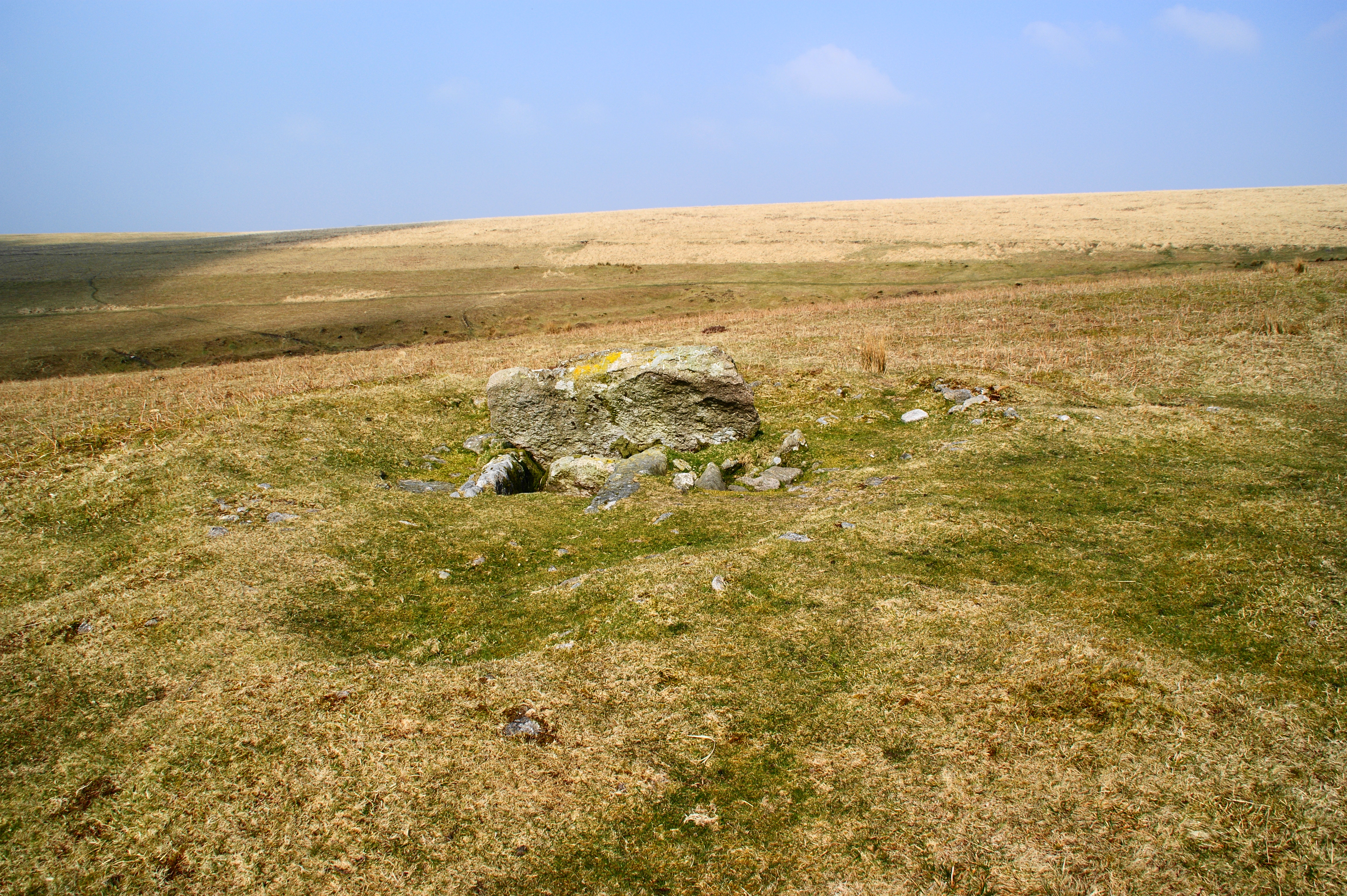
Kistvaen sul lato sud di Dartmoor a Drizzlecombe

Una kistvaen o cistvaen è una tomba o tomba a camera formata da pietre piatte che vanno a formare una forma a scatola. Essa è completamente ipogea e può essere coperta da un tumulo. La parola deriva dal gallese cist (cesta) e maen (pietra). Il termine si è originato da analoghe strutture celtiche, tipicamente pre-cristiane, ma il mondo archeologico del XIX e XX secolo le ha ravvicinate a strutture simili del mondo celtico propriamente detto.

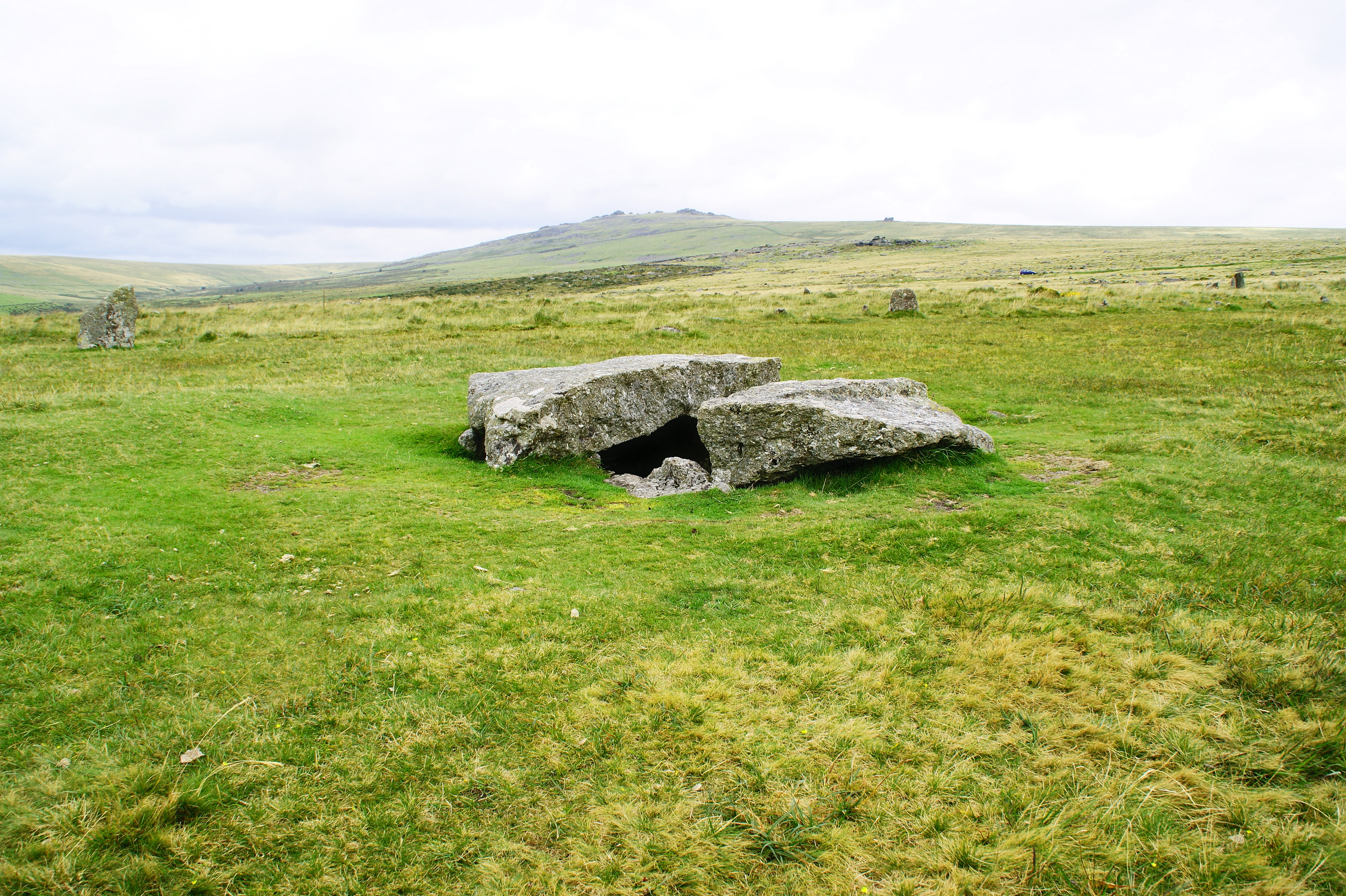
Una kistvaen a sud di Merrivale a Dartmoor

Il gruppo più numeroso di kistvaen sono le kistvaen di Dartmoor. Queste spesso hanno forma di piccole buche rettangolari di circa 0,9 per 0,6 m. Le kistvaen sono solitamente ricoperte da un monticciolo di terra e circondate da un cerchio di piccole pietre. Quando il corpo veniva sepolto in una kistvaen, solitamente si trovava in posizione fetale. Alcuni corpi venivano cremati e le ceneri venivano poste in un'apposita urna cineraria.

## Le kistvaen ed i santi celtici
Le kistvaen sono inoltre associate ai siti sacri delle sepolture dei primi santi celtici, che spesso sono semi-leggendari. Santi associati a delle kistvaen sono Callwen figlia di Brychan, Gerent, Begnet, e Melangell. L'origine di queste strutture legate al culto è comunque da ricercarsi nella cella memoriae di tradizione mediterranea.